# Джамкаран
Джамкаран — название мечети в деревне Джамкаран, расположенной в 6-ти км от города Кум, Иран. Знаменитое место паломничества мусульман-шиитов. Местное поверье гласит, что однажды в этой мечети молился сам Махди.